# Acceleracionisme
L'acceleracionisme, en teoria política i social, és la idea que el capitalisme, o processos particulars que han caracteritzat històricament el capitalisme, s'haurien d'accelerar per tal de superar-los i generar un canvi social radical. L'acceleracionisme també pot referir-se de manera més àmplia i, habitualment, de manera pejorativa, per donar suport a la intensificació del capitalisme en la creença que això accelerarà les seves tendències autodestructives i, finalment, el seu col·lapse.
Alguns contemporanis de la filosofia acceleracionista comencen amb la teoria de Deleuze-Guattari anomenada desterritorialització, amb l'objectiu d'identificar i radicalitzar les forces socials que promouen aquest procés potencialment emancipador.

La teoria acceleracionista s'ha dividit en variants mútuament contradictòries d'esquerres i de dretes. L'acceleracionisme d'esquerres intenta pressionar “el procés d'evolució tecnològica” més enllà de l'horitzó constrictiu del capitalisme, per exemple, repoblant la tecnologia moderna amb finalitats emancipadores socialment beneficioses. L'acceleracionisme de dretes, en canvi, dona suport a la intensificació indefinida del mateix capitalisme, sovint amb l'horitzó explícit de donar lloc a una singularitat tecnològica. Els escriptors acceleracionistes han distingit, a més, altres variants, com ara "l'acceleracionisme incondicional".

## Antecedents
Diversos filòsofs han expressat actituds aparentment acceleracionistes, inclòs Karl Marx en el seu discurs de 1848 "Sobre la qüestió del lliure comerç": 
Però, en general, el sistema de protecció dels nostres dies és conservador, mentre que el sistema de lliure comerç és destructiu. Trenca les velles nacionalitats i empeny l'antagonisme del proletariat i la burgesia fins a l'extrem. En poques paraules, el sistema de lliure comerç accelera la revolució social. Només, senyors, voto a favor del lliure comerç, en aquest sentit revolucionari.
En una línia semblant, Friedrich Nietzsche va argumentar que "el procés d'anivellament de l'home europeu és el gran procés que no s'ha de controlar: fins i tot s'hauria d'accelerar-lo...", una declaració sovint simplificada, després de Deleuze i Guattari, per l'odre d'"accelerar el procés".

## L'acceleracionisme contemporani
La Unitat de Recerca en Cultura Cibernètica (CCRU), una unitat de recerca no oficial de la Universitat de Warwick amb activitat entre 1995 i 2003, estava formada per alguns dels més destacats teòrics socials de l'acceleracionisme, com Nick Land, Mark Fisher i Sadie Plant. Es consideren progenitors clau tant en el pensament acceleracionista de l'esquerra com de la dreta. Entre els acceleracionistes d'esquerres contemporanis destacats s'inclouen Nick Srnicek i Alex Williams, autors del "Manifest per a una política d'acceleració", i del col·lectiu Laboria Cuboniks, que van ser autors del manifest "Xenofeminisme: una política per a l'alienació". Per a Mark Fisher, que va escriure el 2012, "Lands assalta de forma asfixiant l'esquerra acadèmica... i segueix sent trencador", tot i que problemàtic - i "El marxisme no és res si no és acceleracionista".
En la mateixa línia acceleracionista, Paul Mason, en obres com PostCapitalism: A Guide to our Future, ha intentat especular sobre futurs després del capitalisme. Ell declara que "[amb] el final del feudalisme fa 500 anys, la substitució del capitalisme per un postcapitalisme s'accelerarà per xocs externs i donarà forma a l'aparició d'un nou tipus d'ésser humà. I això ja ha començat". Considera que l'augment de la producció col·laborativa acabarà ajudant al capitalisme a matar-se.
Centrant-se en com les infraestructures tecnològiques de la informació minen les geografies polítiques modernes i proposant un "document de disseny" obert, el llibre de Benjamin H. Bratton The Stack: On Software and Sovereignty està associat a l'acceleracionisme. L'obra de Tiziana Terranova, "Red Stack Attack!" enllaça el model de pila (stack) de Bratton i l'acceleracionisme d'esquerra.
Des de finals dels anys 2010, la facció avantguardista dels nacionalistes blancs i els neonazis ha adoptat cada cop més una violenta forma d'acceleració com a via d'establir un etnostat només per a blancs. Els orígens d'aquesta idea es remunten als anys 80 quan James Mason, membre del Partit Nazi Americà-Nacional Front Socialista d'Alliberament (ANP/NSLF), va advocar per l'assassinat massiu o l'assassinat d'objectius d'alt perfil a Siege. El terrorista nascut a Austràlia, Brenton Harrison Tarrant, l'autor el 2019 de l'atemptat a la mesquita Al Noor i al Centre Islàmic de Linwood a Christchurch, Nova Zelanda, que va matar 51 persones i va ferir-ne 50 més, havia abraçat l'acceleracionisme en el seu manifest The Great Replacement en una secció titulada Destabilization and Accelerationism: tactics ("Desestabilització i acceleració: tàctica"). També va influir en John Timothy Earnest, l'home rere l'incendi de la mesquita Dar-ul-Arqam a Escondido, Califòrnia, i el tiroteig de la sinagoga Chabad a Poway, Califòrnia, resultant en 1 mort i 3 ferits i Patrick Crusius, nascut a Allen, responsable del tiroteig a una botiga Walmart a El Paso, Texas, que va matar 22 persones i va ferir-ne 24 més.

### Llibres
- Land, Nick. Brassier. Fanged Noumena.  Urbanomic, 2011. ISBN 9780955308789.  Land, Nick. Brassier. Fanged Noumena.  Urbanomic, 2011. ISBN 9780955308789.  Land, Nick. Brassier. Fanged Noumena.  Urbanomic, 2011. ISBN 9780955308789.
- Mackay. #ACCELERATE: The Accelerationist Reader.  Urbanomic, 2014. ISBN 9780957529557.   Mackay. #ACCELERATE: The Accelerationist Reader.  Urbanomic, 2014. ISBN 9780957529557.   Mackay. #ACCELERATE: The Accelerationist Reader.  Urbanomic, 2014. ISBN 9780957529557.
- Noys, Benjamin. Malign Velocities: Accelerationism and Capitalism.  Zero Books, 2013. ISBN 9781782793007.  Noys, Benjamin. Malign Velocities: Accelerationism and Capitalism.  Zero Books, 2013. ISBN 9781782793007.  Noys, Benjamin. Malign Velocities: Accelerationism and Capitalism.  Zero Books, 2013. ISBN 9781782793007.
- Srnicek, Nick; Williams, Alex (2015). Inventant el futur. Postcapitalisme i un món sense treball. Verso Books. ISBN 9781784780982 ISBN 9781784780982
- Ma, Mike, (2019) Harassment Architecture, (Una mirada dispersa). Murray Media ISBN 1795641495

### Articles
- Error: hi ha arxiuurl o arxiudata, però calen tots dos paràmetres.Brassier, Ray. «[Ray Brassier Wandering Abstraction]». Mute, 13-02-2014.
- Brennan, Eugene 3:AM Magazine, 12-08-2013.
- Galindo Hervás, Alfonso International Journal of Philosophy and Theology, 77, 4–5, 2016, pàg. 307–323. DOI: 10.1080/21692327.2016.1262783.
- Land, Nick. «Meltdown». Arxivat de l'original el 2012-04-08. [Consulta: 10 desembre 2013]. «Meltdown». Arxivat de l'original el 2012-04-08. [Consulta: 10 desembre 2013]. «Meltdown». Arxivat de l'original el 2012-04-08. [Consulta: 10 desembre 2013]. «Meltdown». Arxivat de l'original el 2012-04-08. [Consulta: 10 desembre 2013]. .
- Moreno, Gean E-flux, 2012.
- Negri, Antonio «Còpia arxivada». E-flux, 2014. Arxivat de l'original el 2015-02-05 [Consulta: 5 febrer 2015]. Arxivat 2015-02-05 a Wayback Machine.
- Pasquinelli, Matteo. «The Labour of Abstraction: Theses on Marxism and Accelerationism», 09-06-2014.
- Power, Nina Fillip, 2015.
- Error: hi ha arxiuurl o arxiudata, però calen tots dos paràmetres.Wark, McKenzie. «[McKenzie Wark #Celerity: A Critique of the Manifesto for an Accelerationist Politics]».
- Williams, Alex. «#ACCELERATE MANIFESTO for an Accelerationist Politics». Critical Legal Thinking, 14-05-2013.
- Wolfendale, Peter. «So, Accelerationism, what's all that about?». Dialectical Insurgency.